# Eugenio Garza Sada
Eugenio Garza Sada (Monterrey, Nuevo León, 11 de enero de 1892-17 de septiembre de 1973) fue un empresario y filántropo mexicano, hijo de Isaac Garza Garza, cofundador de la Cervecería Cuauhtémoc. Desempeñó diversos cargos en la empresa familiar hasta llegar a ser el presidente de la sociedad de cartera que administraba el conglomerado de empresas relacionadas con la cervecería, Valores Industriales (VISA). En 1943, fue el líder del grupo de empresarios que fundó el Instituto Tecnológico y de Estudios Superiores de Monterrey. Lleva su nombre una de las principales avenidas que atraviesa Monterrey en la que se encuentran las instalaciones del ITESM.

## Biografía

### Familia y educación
Eugenio Garza Sada nació el 11 de enero de 1892 en la ciudad de Monterrey, Nuevo León. Sus padres fueron el empresario regiomontano Isaac Garza Garza, uno de los fundadores de Cervecería Cuauhtémoc, y su esposa, Consuelo Sada Muguerza; su familia pertenecía a la élite económica de la capital regiomontana. Realizó sus primeros estudios en el Colegio Jesuita de San Juan en la ciudad de Saltillo, Coahuila, poco después regresó a su ciudad natal y continuó su educación en el Colegio Hidalgo, dirigido por la Congregación de los Hermanos Maristas.
Su familia dejó el país ante los disturbios provocados por la revolución mexicana y se exiliaron en Estados Unidos. Durante su estancia, Garza Sada continuó su instrucción académica, trabajó en una tienda como dependiente y como acomodador  en un cine. Estudió la escuela preparatoria en la Academia Militar Western Academy, en Alton, Illinois, y posteriormente realizó sus estudios universitarios en el Instituto Tecnológico de Massachusetts (MIT), al cual ingresó en 1910, graduándose de ingeniería civil en 1914, como parte de los requisitos para ello, presentó de manera conjunta con Armando González Longoria la tesis "An Experimental Investigation of a Method of Measuring the Velocity of Water in Open Channels by Means of a Moving Vane".
Contrajo matrimonio en 1921 con Consuelo Lagüera Zambrano, hija del vicecónsul español en Monterrey, José Pío Lagüera. La pareja tuvo ocho hijos: Eugenio, que continuaría la labor de su padre en las empresas familiares, Alejandro, Alicia, Gabriel, David, Marcelo, Consuelo y Manuel Garza Lagüera.

## Carrera Empresarial
Al terminar sus estudios en los Estados Unidos, Garza Sada regresó a México junto con su familia y en 1916 se integró a la Cervecería Cuauhtémoc —una de las empresas fundadas por su padre—, su primer puesto fue como auxiliar en el departamento de ventas, posteriormente fue ascendiendo y ocupando cargos más importantes. Después de la muerte de su padre en 1933, pasó a formar parte del Consejo de Administración de Cervecería Cuauhtémoc, al igual que su hermano Roberto.
El 12 de mayo de 1936, crearon un holding que se encargó junto a su hermano Roberto Garza Sada de manejar el conglomerado de empresas relacionadas con la cervecería, el cual fue denominado Valores Industriales, S. A. de C. V. (VISA). Para 1938, VISA estaba constituida por doce empresas, la propia Valores Industriales y Cervecería Cuauhtémoc, Compañía Cervecera Veracruz, Cervecería Central, Cervecería del Oeste, Fábricas Monterrey, S.A. (FAMOSA), Malta S. A. (una fábrica de malta), Empaques de Cartón Titán (una compañía fabricante de cajas de cartón para embalaje), Técnica Industrial (una empresa de servicios técnicos), Compañía Comercial Distribuidora (una empresa de distribución), Compañía General de Aceptaciones e Inversiones Mercantiles, estas últimas dos funcionaban como agencias financieras.
VISA estableció Hojalata y Lámina S.A. (Hylsa) en 1943, con la finalidad de procesar acero para las corcholatas de sus envases de cerveza. En esa época Estados Unidos había cortado a México los suministros de acero debido a que se habían involucrado en la Segunda Guerra Mundial. Hylsa se convirtió en la mayor acerera privada en México, con actividades que incluyen la minería, el procesamiento del hierro y la fabricación del producto final.
En 1946, tras el fallecimiento de José Calderón Mugerza, ambos hermanos se hicieron cargo de dirigir las empresas familiares, las cuales crecerían en gran medida durante su administración. Eugenio se hizo cargo de Cervecería Cuauhtémoc y de VISA, mientras que Roberto se encargó de los negocios secundarios como Malta S.A., Empaques de Cartón Titán, Fábricas Monterrey, S.A. En 1957, VISA creó Grafo Regia S. A., que proveía a la empresa de etiquetas y otros materiales impresos.
También realizó inversiones en medios de comunicación, tuvo participación accionaria en la Editora el Sol y su financiamiento ayudó a la creación de un nuevo periódico matutino en 1938, El Norte. En 1937 compró la estación de radio XET, a partir de la cual impulsó la creación de una estación de música clásica en 1957, la XEJM 1450, que funcionó hasta 1962. Fue cofundador de la cadena televisiva Televisión Independiente de México, que por presiones del gobierno federal se fusionó en 1968 con Telesistema Mexicano para formar Televisa.
Para el inicio de los años 1970, el holding familiar Valores Industriales, S. A. de C. V. había crecido de forma importante bajo la dirección de los hermanos Garza Sada y contaba ya con 90 empresas, las cuales empleaban a más de 33 000 trabajadores. Al momento en que fue asesinado en 1973, Eugenio Garza Sada era el presidente del Grupo VISA.

### Asistencia social
Garza Sada fue uno de los socios fundadores del Club Sembradores de Amistad que inició sus operaciones el 9 de julio de 1936, la intención de los miembros fundadores era crear un club de servicio de origen mexicano que fuera fiel a los valores e ideales de la población. El club fue benefactor del Hospicio Ortigosa, fundó las instalaciones de la Cruz Roja de Monterrey y fue fundador de los Bomberos de Monterrey, también donó un terreno para la creación de una institución de ayuda para las mujeres además de otras instituciones de asistencia social. Sembradores de Amistad sigue realizando obras de beneficencia pública, entre otras cosas, ofrecer becas y atención médica gratuita a personas de bajos recursos y apoya económicamente asilos, orfanatos y guarderías.
En 1943, convocó a un grupo de empresarios de la localidad, con la finalidad de constituir la sociedad civil Enseñanza e Investigación Superior (EISAC). Mediante esta sociedad y por iniciativa suya junto a 10 empresarios  se concretó  ese mismo año la fundación del Instituto Tecnológico y de Estudios Superiores de Monterrey, la cual es considerada una de las universidades privadas más prestigiosas de México y América Latina con sesenta y cuatro campus y más de trescientos mil estudiantes. La institución contaba en sus primeros años únicamente con una escuela preparatoria, una facultad de ingeniería y otra de contabilidad, así como instalaciones que funcionaban como internado para estudiantes foráneos.
Otra obra de asistencia social de Eugenio Garza Sada fue donar un terreno a Casa de Jesús el cual abrió sus puertas el 19 de septiembre de 1967, fundada por el Presbítero Fidencio Padilla García, y que aún sigue realizando labores de asistencia.[cita requerida]
Creó dentro de sus empresas entidades que ofrecían prestaciones médicas a los trabajadores antes de la creación del Instituto Mexicano del Seguro Social en México. Asimismo, en el año de 1957 creó en Monterrey la Colonia Cuauhtémoc (años antes de la creación del INFONAVIT), cuya finalidad fue ofrecer casas habitación a los trabajadores de las empresas que dirigía. Además, canalizó recursos para la impartición de cursos y para el otorgamiento de becas para los hijos de los trabajadores de sus empresas.
En 1957 Eugenio, con su esposa Consuelo Lagüera y su hermano Roberto fundó los colegios La Salle e Isabel la Católica, que imparten educación preescolar, primaria y secundaria, encomendando las tareas educativas a los Hermanos Lasallistas, para el colegio La Salle y a las Misioneras Clarisas del Santísimo Sacramento para el colegio Isabel la Católica.[cita requerida]
Garza Sada fue patrocinador del deporte regiomontano, Cervecería Cuauhtémoc patrocinó en sus inicios al equipo Carta Blanca, que ingresó a la Liga Mexicana de Béisbol el 1 de febrero de 1939 y se conoció como los Sultanes de Monterrey a partir de 1948. Materializó la propuesta que el periodista deportivo Alejandro Aguilar Reyes, conocido como «Fray Nano», hiciera en 1939; facilitando el espacio y el apoyo económico para crear el Salón de la Fama del Béisbol Profesional de México, inaugurado en marzo de 1973.

### Intento de secuestro y asesinato
El 17 de septiembre de 1973, Garza Sada fue asesinado por un comando de la Liga Comunista 23 de Septiembre. En el libro Eugenio Garza Sada se describe así el acontecimiento:

La luz roja del semáforo en la esquina de la calle Quintanar lo distrajo de sus pensamientos, pero la alerta surgió de pronto cuando una camioneta Falcon los interceptó impidiendo el avance de su auto. Dos hombres jóvenes, armados, bajaron rápidamente para someter al conductor y a su ayudante, mientras uno más sacó con violencia al industrial del asiento trasero. La resistencia que opuso el anciano hombre en su intento por defenderse con la vieja pistola que portaba, desató la balacera en la que el empresario fue abatido.

A sus funerales asistieron 50,000 personas, el presidente de México, Luis Echeverría Álvarez, el gobernador de Nuevo León, Pedro Zorrilla Martínez y el exalcalde de Monterrey, Julio Camelo Martínez, se sumaron al cortejo fúnebre. Al mismo tiempo, fueron suspendidas las labores de 160,000 trabajadores en señal de duelo. Fue enterrado en el Panteón El Carmen en su natal Monterrey. 
El 11 de enero de 1975, a petición de la Sociedad Nuevoleonesa de Historia, Geografía y Estadística, el Ayuntamiento de Monterrey le asignó el nombre de Eugenio Garza Sada a la avenida donde se encuentran las instalaciones principales del Instituto Tecnológico de Monterrey. Ese mismo año, la escuela preparatoria del ITESM recibió también su nombre. En 1993 —veinte años después de su muerte—, FEMSA instituyó el Premio “Eugenio Garza Sada”, desde entonces, el premio se otorga anualmente a personas o instituciones “que coadyuven al bienestar de la comunidad mexicana a través del desarrollo, mejoramiento y promoción de la capacidad productiva de sus recursos humanos y físicos”.
Una investigación publicada en 2011 por el periódico Excélsior sobre los registros gubernamentales en ese momento mostró que el gobierno de Echeverría estaba al tanto de un complot para secuestrar a Garza.

## Reconocimientos
Por su vida y su obra, en 1998 el Congreso del Estado de Nuevo León declaró a Eugenio Garza Sada Benemérito de la Educación.

## Eugenio Garza Sada Global Leadership Program (EGSGLP)
A raíz de los 17 principios de Garza Sada, en 2021 se creó en el Instituto Tecnológico de Monterrey el Eugenio Garza Sada's Global Leadership Program. Un programa de liderazgo que busca formar líderes con sentido humano.